# Csikóstőttős
Csikóstőttős là một thị trấn thuộc hạt Tolna, Hungary. Thị trấn này có diện tích 17,7 km², dân số năm 2010 là 881 người, mật độ 50 người/km².